# 캐논 EF 24-105mm 렌즈

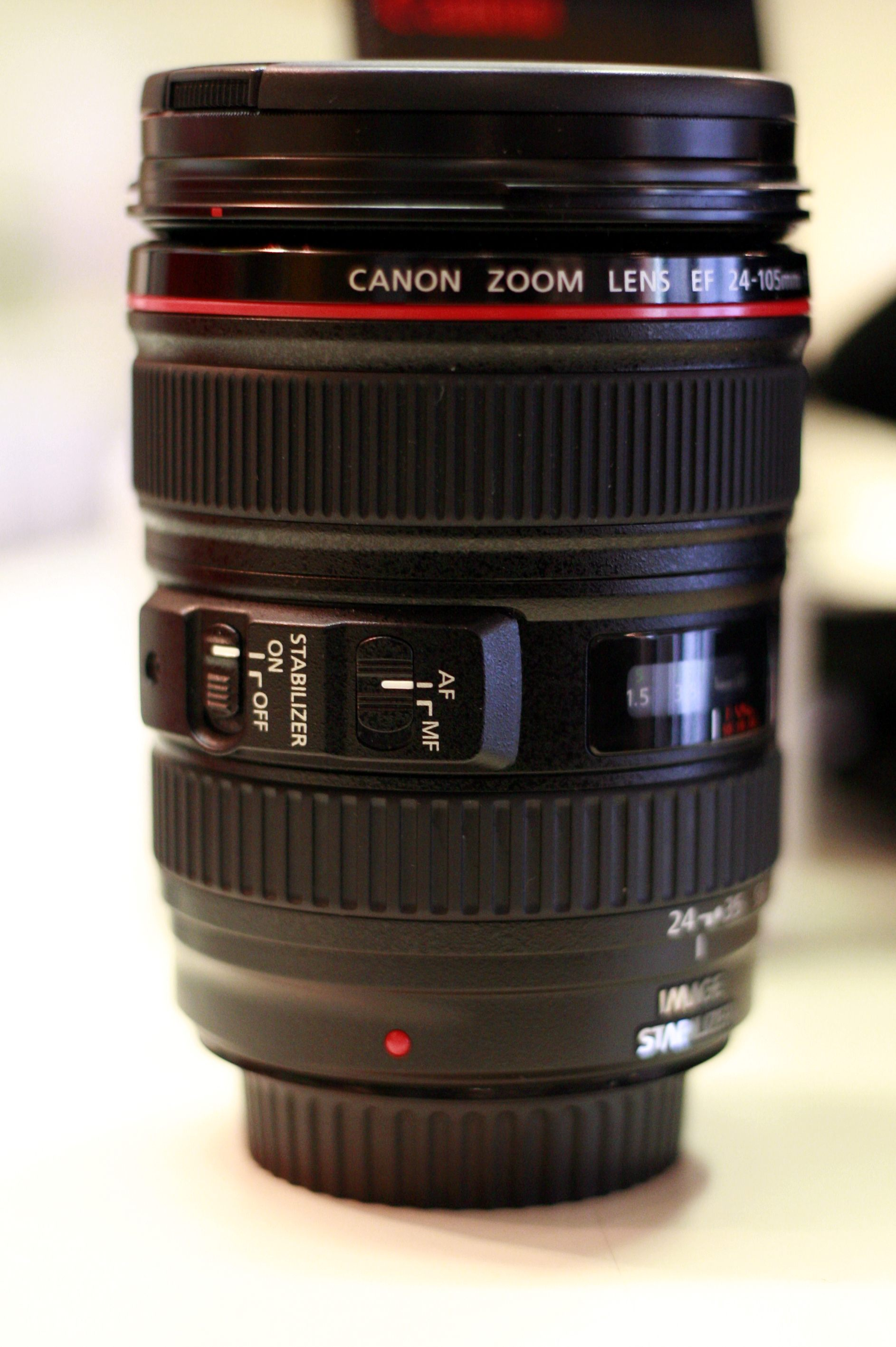

캐논 EF 24-105mm f/4L IS USM은 광각에서 준망원까지 커버하는 전문가용 캐논 EF 마운트 표준 줌렌즈이다. 이 제품은 2005년에 출시되었다.
이 렌즈는 캐논의 다른 L시리즈 표준줌렌즈인 캐논 EF 24-70mm f/2.8L USM 렌즈와 자주 비교대상으로 언급된다. 캐논 EF 24-70mm f/2.8L USM 렌즈에 비해서 한 스탑 어둡지만 IS가 적용되어 어느 정도 촬영이미지에 대한 보상이 가능하다. 혹독한 촬영환경에서 렌즈보호를 위하여 방진방습 설계가 되어 있으며, 방진방습 설계가 된 바디(EOS 1 급)에서 사용시 방진방습 효과를 볼 수 있다.
캐논의 1.6x APS 크롭 바디에서 사용할 경우 화각은 35mm 기준으로 38mm - 168mm 렌즈에 해당하는 이미지를 얻을 수 있다.

## 사 양
- Canon EF Mount
- 방진방습 설계.(방수 설계는 안되어 있음)
- IS 설계.
- 13군, 18매 설계.
- 8개의 조리개 날개.
- 간이접사 설계

## 같이 보기
- 캐논 EF 마운트